# 11315 Сальпетрієр
11315 Сальпетрієр (11315 Salpêtrière) — астероїд головного поясу, відкритий 8 липня 1994 року.
Тіссеранів параметр щодо Юпітера — 3,547.
Названо на честь одного з найстаріших госпіталів у Франції Пітьє-Сальпетрієр.